# 旧萨维尼
旧萨维尼（法語：Savigny-le-Vieux，法語發音：[saviɲi lə vjø]）是法国芒什省的一个市镇，属于阿夫朗什区。

## 地理
旧萨维尼（48°31'15"N, 1°2'53"W）面积17.16 平方千米，位于法国诺曼底大区芒什省，该省份为法国西北部沿海省份，西、北、东北三面环大西洋，东起顺时针与卡爾瓦多斯省、奧恩省、马耶讷省和伊勒-维莱讷省接壤。
与旧萨维尼接壤的市镇（或旧市镇、城区）包括：穆利讷、朗迪维、比艾莱蒙、莱洛日马尔希。

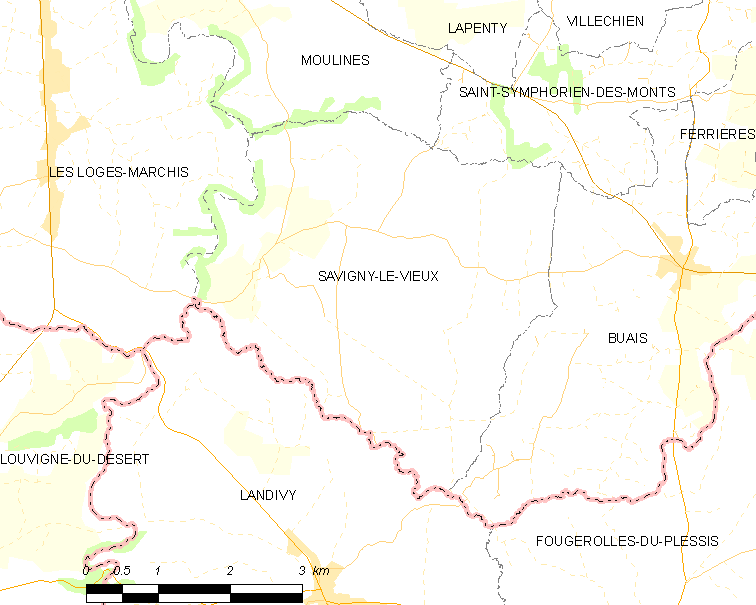
旧萨维尼的OSM定位图

旧萨维尼的时区为UTC+01:00、UTC+02:00（夏令时）。

## 行政
旧萨维尼的邮政编码为50640，INSEE市镇编码为50570。

## 政治
旧萨维尼所属的省级选区为圣伊莱尔迪阿库埃县。

## 人口

1962-2008年间旧萨维尼人口变化图示

旧萨维尼于2022年1月1日时的人口数量为402人。